# 명견 실버
명견 실버(銀牙 -流れ星 銀- 긴가 나가레보시 긴[*], 은아: 흐르는 별 긴)는 1983년에서 1987년까지 《주간 소년 점프》에서 연재된 다카하시 요시히로의 만화 또는 그를 원작으로 한 TV 애니메이션이다. 대한민국에서는 2000년에 대명종에서 《은아 흐르는 별 실버》라는 제목으로 정식 출판되었다. 후속작으로는 실버의 아들인 위드(Weed)에 대해 다룬 《은아전설 WEED》가 있다.

## 줄거리
개들끼리의 대화를 통해 그들의 우정, 유대, 갈등, 성장을 그려 생명의 탄생과 죽음, 어려서 거대한 적을 향해 운명을 가진 곰사냥개 실버의 모험을 다룬 열혈 청춘 드라마.
긴은 곰사냥개로서 뜨거운 피를 부친으로부터 물려받았다. 인간조차 당해 낼 도리가 없는 잔인한 식인 곰 '아카카부토'에게 패한 할아버지 시로와 아버지 리키의 원수를 갚기 위해, 실버는 벤, 크로스 등과 함께 동료가 되어주는 개 "남자"들을 찾아 여행을 떠난다.

## 등장 인물
긴 (銀) (아키타)
아키타 리키와 후지 사이에서 태어난 이 작품의 주인공. 호랑이 털을 가졌다는 이유로 가혹한 특훈을 받아 곰사냥개로 재능을 발휘해 나간다. 다음에는 오우의 들개 군단에 들어가, 아버지 리키와 재회한다. 그러나 리키는 아카카부토 와의 싸움 중 절벽에서 떨어져 기억을 잃은 상태. 리키와 실버는 붉은곰 타도를 위해 전국의 "남자"를 찾아 여행을 떠나 그것을 통해 성장을 거듭해 간다. 아카카부토를 물리친 후 죽은 아버지의 뒤를 이어 들개 군단의 2대 총대장이 된다. 호랑이 털의 전설에 걸맞은 용맹 과감한 성격을 가졌을 뿐 아니라 리더로서의 통솔력과 부드러움을 겸비한다. 작은 몸의 빠른 움직임을 활용한 필살기 '절 천랑 발도아'(絶・天狼抜刀牙 제쯔 텐로 밧토가[*])를 사용한다.
리키 (リキ) (아키타)
실버의 아버지, 붉은 호랑이 털을 가진 아키타. 아카카부토 와의 싸움에서 생후 얼마되지 않은 긴을 감싸 계곡 바닥에 추락하였다. 기적적으로 목숨은 건졌지만 아들에 대한 기억을 잃어 버린다. 그래도 아카카부토에 대한 복수심은 잊지 않고 결전에 대비해 들개 군단을 결성, 초대 총대장을 맡는다. 뜻을 같이하는 "남자"들을 모으기 위해 부하들을 전국으로 내보낸다. 그동안 속속 아카카부토가 다른 곰과 싸우면서 혼자 오우를 지키고 있었다. 아카카부토가 특별히 경계할 정도로 위협적인 힘을 가지고있어, 부하 곰에 이르러서는 리키가 나타나면 도망갈 정도이다. 리키는 아카카부토의 부하의 목을 단 번에 날려 버릴 정도로 월등한 실력을 가지고 있다. 아카카부토 와의 최종 결전에서 기억을 되찾고 아들 긴과의 절묘한 콤비네이션으로 절 천랑발도아를 이용해 아카카부토에게 중상을 입힌다. 그러나 쓰러진 줄 알았던 아카카부토가 되살아나 리키에게 중상을 입힌다. 긴이 아카카부토를 쓰러뜨리는 모습을 지켜본 후 죽기 직전까지도 남자로서의 모습을 보이며 사망한다.
벤 (Ben) (그레이트 데인)
오우의 들개 군단 제1소대장. 최정예 부대이며, 모스, 적호 등 제1~3 소대를 지휘하는 통솔력도 가진다. 원래는 인간에 의해 키워지던 반려견이었지만, 리키의 부하가 되었으며 그 이유는 알려지지 않았다. 주인을 신뢰하며, 버려진 것은 아니다. 이가 대 코가의 싸움에 휘말렸을 때, 아카카부토가 뿌린 독 표창에 의해 시력을 잃는다. 일시적으로 주인의 곁으로 돌아가 수의사의 치료를 받는다. 이렇게 하면 시력 회복도 일시적이며 지속적인 치료가 필요 함에도 불구하고, 소대장으로서의 책임감을 느껴 전장에 복귀한다. 그러나 붉은곰과의 전투에서는 크로스 사이에 아이가 생긴 것을 이유로 리키로부터 쉴 것을 권고받는다. 리키의 권고와 크로스의 걱정을 무릅쓰고 전장에 나갔다가 다시 시력을 잃고 스나이퍼에게 습격 당해 골짜기 낭떠러저에 떨어졌다. 그러나 하이에나의 구원을 받아 제 2 요새 공략에 복귀한다. 붉은곰과의 직접 대결에서는 중상을 입고서도 아성에서 떨어뜨리는 데 성공한다. 붉은곰 편 이후 시력을 완전히 잃어 마음의 눈을 이용해 안개 속에서 적의 위치를 파악하는 능력을 가지는 것에 이르렀다. 팔견사 편에서는 '격 섬통비 발도아'(撃・閃通臂抜刀牙 게키 센츠히 밧토가[*])"를 당하고 다시 시력이 회복하였다.
크로스 (Cross) (살루키)
벤의 아내, 기가 센 성격으로 여자 취급을 하는 것을 극도로 싫어한다. 암컷이지만 유일한 "남자"로 인정됐다. 인간의 사냥개로 길러지고 있었지만, 사냥 중에 곰에게 습격당한 주인을 지키려고 자신은 부상, 동료는 사망, 급기야 주인은 크로스들을 버리고 도망간다. 이후 알게 된 벤과 사랑에 빠진다. 최종 결전 직전에 3 마리의 새끼를 출산하고 아이들을 지키기 위해 참전을 망설인다. 등장 때는 날카로운 눈빛 이었지만, 후반으로 갈수록 부드러워진다.
존 (John) (저먼 셰퍼드)
실버 라이벌이자 동료다. 히데토시의 애완견. 히데토시와 함께 세계 각지에서 맹수 사냥을 경험하고 왔다. 상당한 실력자로 지력도 우수하다. 등장 초기에는 붉은곰의 새끼 두 마리를 가차없이 살해, 실버의 분노를 샀다. 리키를 넘어 뜨리려고하지만 패배 후 벤이 이끄는 제1~3소대에 가입한다. 시코쿠, 규슈 원정에도 참가한다. 규슈 원정에서 대장을 맡아 결국 600 가까운 대군을 모으는 것에 성공한다. 최종 결전 때, 결사대도 맡는다.
그레이트 (Great) (그레이트 데인)
제2소대장. 소대 전체의 규율을 유지한다. 후 큐슈 원정대의 일원이 된다. 그러나 존과 마견 삼형제, 모스 등의 가입 이후에는 활약하는 비중이 적어졌다.
스미스 (Smith) (스패니얼계 잡종)
제3소대장, 실버보다는 뒤떨어지지만 빠른 몸놀림이 특기. 이후 시코쿠 원정에 참가. 전투에서의 활약이 많지는 않으나, 최종 결전에서는 실버,붉은눈과 함께 결사대가 되어 제 1 요새 공략에서 중상을 입고서도 곰에게 둘러싸인 실버를 구출한다.
스나이퍼 (Sniper) (도베르만)
오우군의 총사령관으로써 후에 오우군의 대장이 되기 위해 큰 야망을 가지고있다. 실버의 활약상을 시기하고 오우군을 교란시키며 그들의 모험을 방해한다. 후에 눈이먼 벤과 결투를 벌인뒤 절벽에서 떨어진다. 벤을 돕지 못한 자책감에 자신을 비관하던 심복 하이애나 또한 같이 절벽으로 뛰어든다.

## 애니메이션
도에이 애니메이션에서 제작하였으며, 1986년 4월 7일 - 9월 22일까지 월요일 19:30 ~ 20:00에 TV 아사히에서 총 21화로 방송되었다. 애니메이션은 붉은곰 편까지만 만들어지고 이후의 이야기인 팔견사 편은 만들어지지 않았다. 이후 2008년 5월 21일에 DVD로 출시되었다.

### 한국판 정보
대한민국에서는 1987년부터 90년대 초반까지 대영비디오프로덕션에서 비디오로 출시했었다. 한 테이프에 2~3화씩 묶어서 한 화로, 총 10화, 10개의 테이프로 출시하였다. 잔인한 장면이 다소 있지만 심의의 제약 없이 연소자 관람가 등급으로 출시되었었다. (자세한 이유는 알려진 바 없다.)
개들마다 각각의 성우가 연기한 일본판과는 달리, 한국판은 1인 다역으로 연기하였다.